# Wolodymyr Hustow
Wolodymyr Jurijowytsch Hustow (ukrainisch Володимир Юрійович Густов, meist in lateinischer Schrift: Volodymir Gustov; * 15. Februar 1977 in Kiew) ist ein ehemaliger ukrainischer Radrennfahrer.

## Karriere
Wolodymyr Hustow wurde 2000 Profi beim italienischen Radsportteam Fassa Bortolo. Vor der Tour de Romandie 2002 wurde er mit einem Hämatokrit von über 50 Prozent getestet und daraufhin mit einer 15-tägigen Schutzsperre bestraft. Mitte Mai wurde bekanntgegeben, dass Hustow von Natur aus einen hohen Hämatokritwert besitzt und die Sperre wurde aufgehoben. Im selben Jahr fuhr er zum ersten Mal die Tour de France und beendete sie als seine bisher beste Teilnahme auf dem 40. Gesamtplatz. 2003 sicherte er sich seinen ersten Sieg, er entschied die Gesamtwertung der Rothaus Regio-Tour für sich. Am Ende der Saison löste sich die Fassa Bortolo-Mannschaft von Giancarlo Ferretti auf, er erhielt dann aber einen Platz im Team CSC von Bjarne Riis. 2009 wechselte er zum Schweizer Cervélo Test Team.
Sechsmal startete Hustow bei der Tour de France. Seine besten Platzierung war der 34. Rang im Jahr 2010.

## Erfolge
1999
- Piccolo Giro di Lombardia

2003
- Gesamtwertung Regio-Tour

2006
- eine Etappe Giro d’Italia
- eine Etappe Vuelta a España

2007
- eine Etappe Deutschland-Tour

## Platzierungen bei den Grand Tours
| Grand Tour            | 2002 | 2003 | 2004 | 2005 | 2006 | 2007 | 2008 | 2009 | 2010 | 2011 | 2012 |
| --------------------- | ---- | ---- | ---- | ---- | ---- | ---- | ---- | ---- | ---- | ---- | ---- |
| Giro d’ItaliaGiro     | –    | –    | 103  | 93   | 62   | 69   | –    | 54   | 61   | 72   | –    |
| Tour de FranceTour    | 40   | DNF  | –    | 104  | –    | –    | 46   | 45   | 34   | –    | –    |
| Vuelta a EspañaVuelta | –    | –    | 97   | –    | 54   | 35   | 44   | –    | –    | –    | –    |

## Teams
- 2000–2005 Fassa Bortolo
- 2006–2007 Team CSC
- 2008 Team CSC-Saxo Bank
- 2009–2010 Cervélo TestTeam
- 2011 Saxo Bank-SunGard
- 2012 Team Saxo Bank